# 考山路

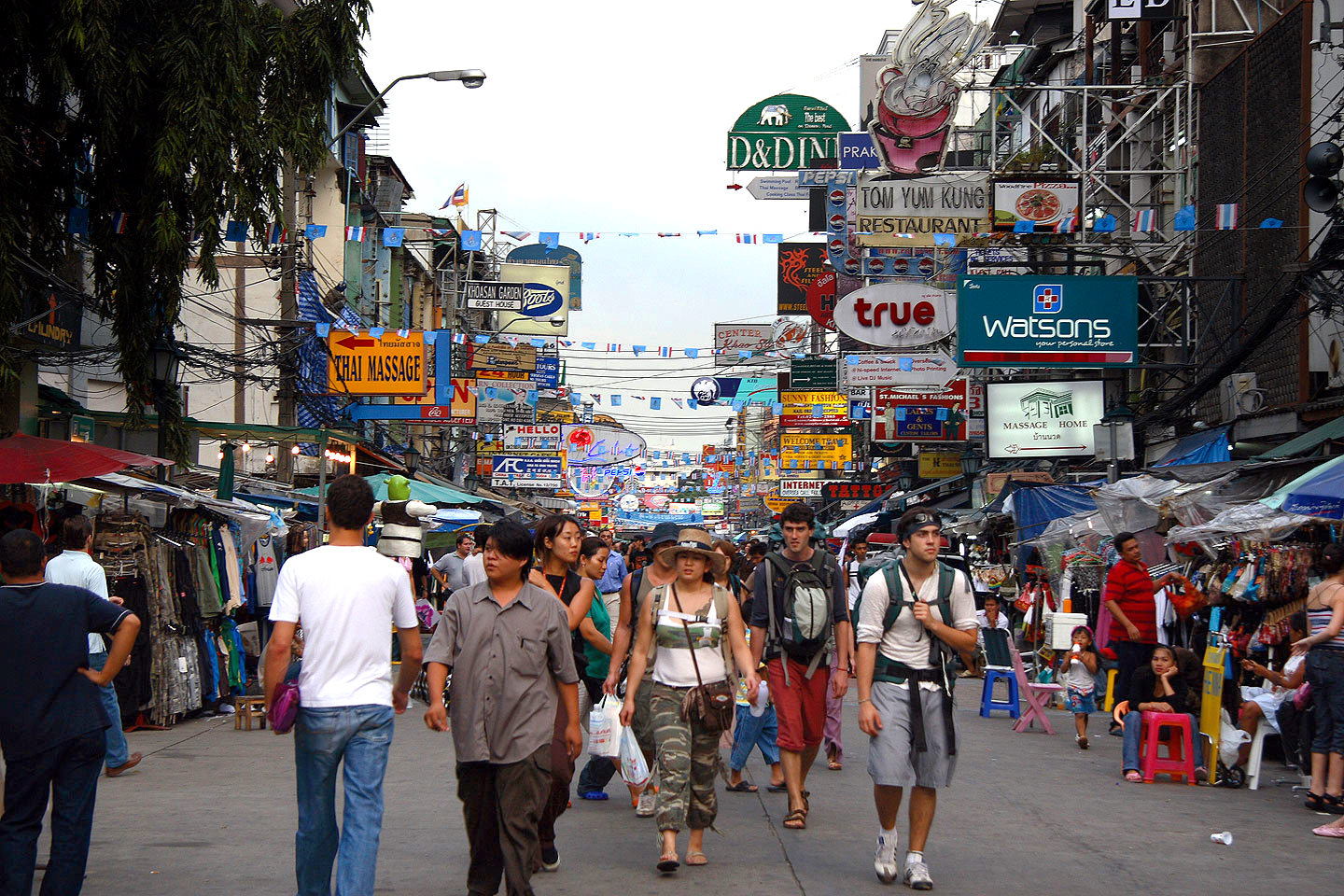
考山路

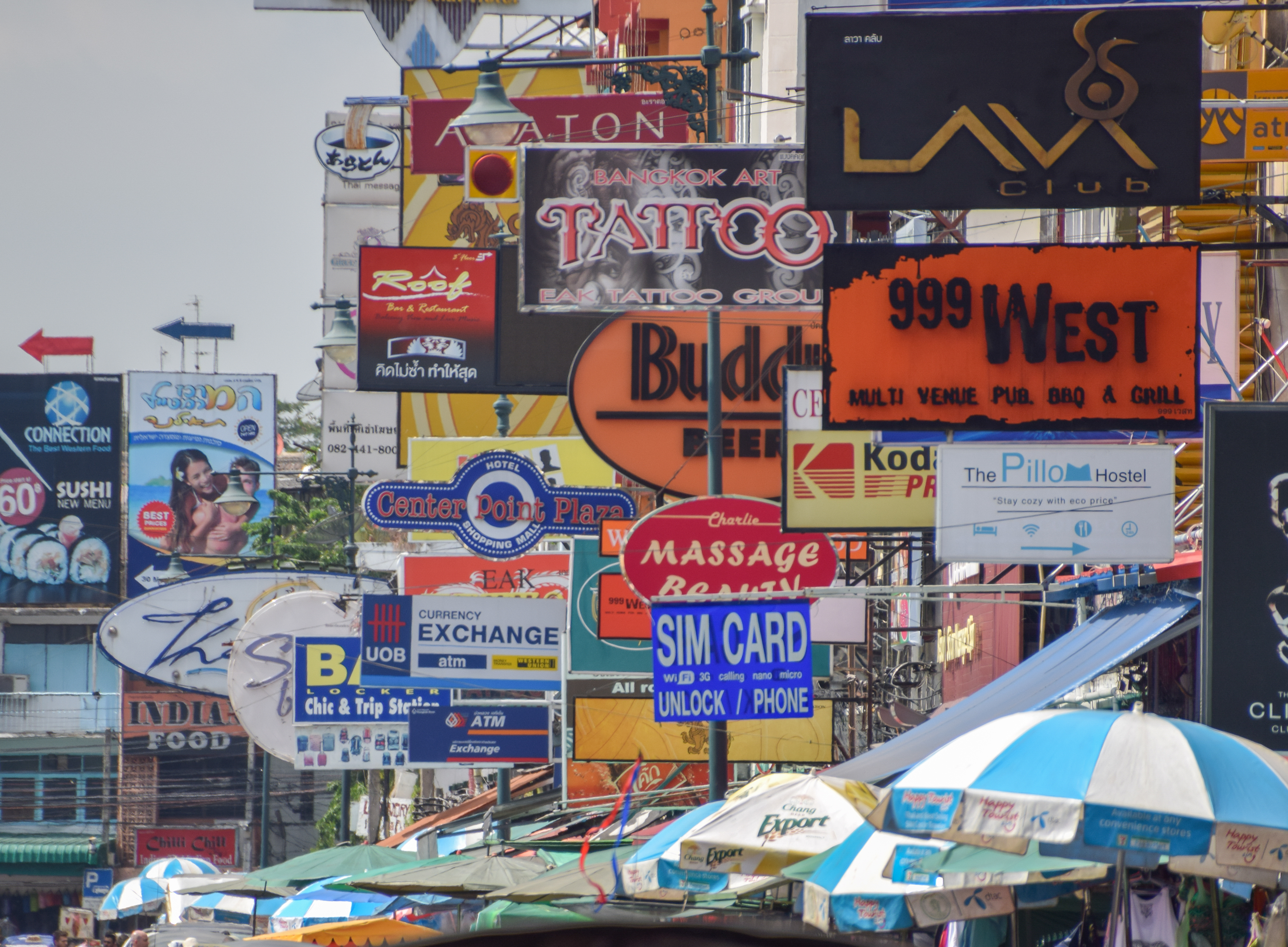
琳琅满目的商店招牌

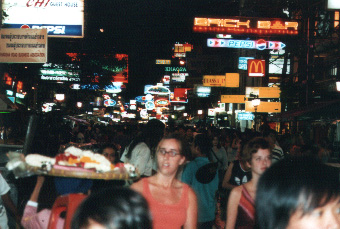
晚間的考山路

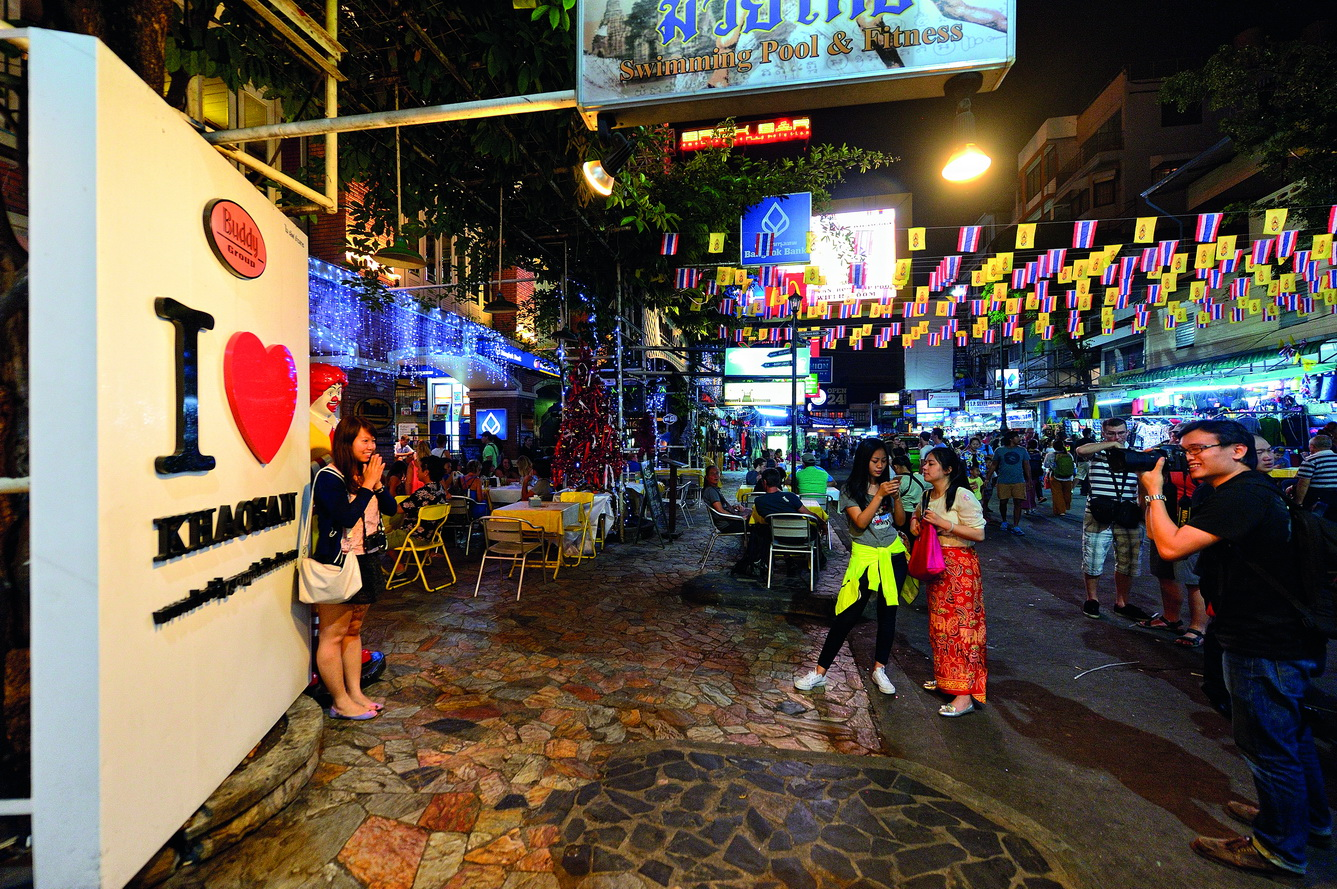
晚间的考山路

考山路，华文旧译曲生马路，位於泰國首都曼谷的拍那空縣邦兰普地区，鄰近拉達那哥欣島的靠港處及皇宮外圍一公里處。长410米，西端與朱拉蓬路交界；東端與打惱路（Tanao Road）交界。
考山路一带是国际知名的背包客聚会社交的中心，聚集大量旅社、民宿、招待所、餐馆、路边摊、酒吧、咖啡厅、服装店、旅行社和泰式按摩店。在宋干节前后，这里会上演大规模的泼水大战。考山路被认为是曼谷最有活力的街道，汇集世界各地的人群。一位泰國作家曾如此描述：“短短的考山路有着世界上最长的梦。”
有二百多年历史的差那颂堪寺坐落在考山路附近。考山路的西北方向是一处穆斯林社区。

## 历史
考山路于1862年，拉玛五世统治时期开辟。從前是曼谷販買去壳生米的主要市集，因而得名。考山路在20世纪后半叶逐步成为世界背包客在曼谷的聚集地，号称世界级的“背包客隔都”。2019年，根据考山商业协会统计，考山路在旺季时每天有4万至5万名游客到访，在淡季则有2万名。亚力克斯·嘉兰所著的小说《海滩》讲述考山路背包客的故事，自1996年出版后在背包客群体中成为邪典，令考山路更加著名。2000年，丹尼·博伊尔导演、莱昂纳多·迪卡普里奥主演的同名改编电影，令考山路更为知名。根据世界旅游年鉴记者的考察，考山路的游客身份亦是千差万别，有普通度假者，在空档年旅行的高中毕业生，休假的大学生，未受教育的西方人，刚刚退伍的以色列人，著正式服装的日本年轻人，各种组织的社工等等。
2019年，曼谷市政厅宣布将启动考山路修缮翻新工程，将之打造为“国际步行街”，耗资4,880万泰铢（合160万美元），是考山路自1862年开辟以来首次翻新。翻新工程计划将人行道全部重新铺设，并划出1.5米×2米的商贩区域，抽签分配给为240-360个持有执照的商贩。翻新工程最终在2020年11月完成。

## 旅游
有人說：「考山路是背包客在曼谷旅遊的縮影。」考山路是歐洲、北美洲及非洲的觀光旅客喜愛住宿的地區，來自亞洲的觀光客相对少。觀光客以此作为到其它泰國城市，甚至東南亞國家的中轉站，因為從街頭到街尾都有旅行社。这里住宿十分廉价，从床位式旅舍到星级酒店应有尽有，美国小说家苏珊·奥尔良形容考山路是“可供失踪之地”“半个世界的旅游中心”。这里有許多街頭小販设摊售賣：工藝品、绘画、服裝、盜版光盤、假的教育文憑及駕駛執照、食品、二手書籍和其它許多產品。入夜后，酒吧纷纷开门营业，大声播放音乐，小食摊贩亦聚集在道路两旁，售卖炸昆虫等特色小食。近年亦有泰國的藝術家及學生在街頭賣藝：畫畫、音樂、歌唱及舞蹈等。

## 交通
公共汽车路线：
- 蘇凡納布機場：AE2及556
- 廊曼國際機場：59
- 華喃峰火車站：159、170及507
- 素坤逸路，素坤逸四十街的東線長途客車總站：2及511
- 曼谷蓮縣，乍蘭沙匿翁路(Charan Sanit Wong Road)的南線長途客車總站：30、171、183及511
- 拍鳳裕庭路，拍鳳裕庭十八街的北線及東北線長途客車總站：159、183及509
- Central World Plaza及四面佛：2、15、79、174、183、511及532
- 群僑商業中心及沙炎模範商業中心：15、17、47、79、174、183及532
- 是隆路：15及532
- 素坤逸路、牛仔街：2及511